# Abjecionismo
Abjecionismo (AO 1945: abjeccionismo) foi uma corrente artística estreitamente ligada ao surrealismo, surgida em Portugal no final da década de 40 do século XX, cuja autoria se atribui ao poeta Pedro Oom, com a escrita de um Manifesto Abjeccionista, que se perdeu. Nela convergem os princípios da estética surrealista e uma postura poética de "insubmissão permanente ante os conceitos, regras e princípios estabelecidos".

## Precedentes
A moral ocidental considera abjectos certos aspectos como a droga, a blasfémia, o incesto, crimes de sangue, perversões sexuais, dejectos animais, o canibalismo, etc. A ideia de abjecção, incorporando tudo o que é degradação e aviltamento pessoal ou social, tudo o que se afasta do sistema de valores morais e sociais de uma comunidade ao ponto de ser repulsivo, é um tema com uma tradição particularmente forte na literatura francesa contemporânea, desde Baudelaire a Céline.
Trata-se de um tema relacionado com a ideia de descentralização ou desenraizamento do sujeito em relação a uma norma ou padrão, recorrente em poetas que cultivaram a degenerescência pessoal e a decadência social, como o fizeram em vários momentos os modernistas portugueses Mário de Sá Carneiro e Fernando Pessoa. No poema "Dactilografia" (19-12-1933), Álvaro de Campos confessa o seu "tédio fundamental", que lhe produz uma náusea profunda, íntima do sentimento de abjecção, uma vez que se trata de nausea vitae:
```
    
Que náusea da vida!

    
Que abjecção esta regularidade!

    
Que sono este ser assim!
```

O surrealismo, entendido como atitude perante a arte e a vida, pressupõe todo um esforço convergente no objectivo de efectuar a ascensão da consciência humana a um grau extremo.  Breton, no seu Segundo Manifesto (1929), afirma a busca desse estado:
Existe um certo ponto do espírito de onde a vida e a morte, o real e o imaginário, o passado e o futuro, o comunicável e o incomunicável, o alto e o baixo deixam de ser percebidos como coisas contraditórias. Ora, seria falso atribuir à actividade surrealista qualquer motivação que não fosse a esperança de determinar esse ponto.
Na atitude abjeccionista, esse ponto de síntese não é, no entanto, um ponto final e estático, mas o início de novos antagonismos. Trata-se de uma atitude que, através do choque, do nojo, do inesperado, se apresenta como demanda de uma destruição / reconstrução. Torna-se negação da vida, no intuito de a destruir e reerguer enquanto linguagem poética num novo espaço de vida.

## História
De acordo com Adelaide Tchen, estavam manifestas, na passagem para os anos 50, duas formas de encarar o futuro do movimento: do lado do Grupo Surrealista de Lisboa alguns artistas expressariam optimismo e conformismo para com a situação, enquanto que da parte do anti-grupo "Os Surrealistas" seriam redigidos discursos que afirmavam a ruína do movimento, e Mário-Henrique Leiria chegaria mesmo a considerar a acção do grupo como um malogro. Foi perante tão maus agouros sobre o futuro do movimento que Pedro Oom propôs uma nova saída para a surrealidade, uma concepção chamada pelo poeta de abjeccionismo e que representaria uma postura ética e estética de total insubmissão em relação às regras preestabelecidas, condenando, por exemplo, a possibilidade de o surrealismo vir a tornar-se uma "escola". 
Esta concepção parece ter sido uma das poucas originalidades face ao surrealismo francês, já que aparenta denotar um regresso aos propósitos de contestação e destruição característicos dos dadaístas e a um sentido de derisão, desespero e agressão que retoma o espírito de empenhamento revolucionário manifesto nos primórdios do surrealismo. De acordo com Oom, o Abjeccionismo basear-se-á na “resposta de cada um à pergunta: Que pode fazer um homem desesperado, quando o ar é um vómito e nós seres abjectos?”
O Abjeccionismo viria a ter uma enorme influência sobre uma segunda geração surrealista que se reunia no Café Gelo nos finais da década de cinquenta. Neste grupo contavam-se, entre outros, Manuel de Lima, Luiz Pacheco, Mário Cesariny, Raul Leal, António José Forte, Ernesto Sampaio e Herberto Helder. De acordo com António José Forte, no seu artigo "Breve notícia, breve elogio do grupo do Café Gelo", os ideais dos frequentadores do Café Gelo repetiriam as preocupações de António Maria Lisboa e Pedro Oom de que a poesia não estivesse relacionada a uma finalidade puramente estética, mas sim a uma postura ética perante a vida, ou seja, a um entendimento da actividade poética como uma forma de conhecimento e acção.
Exemplos vários de como diferentes artistas surrealistas portugueses desenvolveram o Abjeccionismo enquanto forma de expressão anti-literária, poderão ser encontrados na antologia Surrealismo Abjeccionismo: antologia de obras em português seleccionadas por Mário Cesariny de Vasconcelos (1963). É digna de nota, porque definidora da atitude abjeccionista, a epígrafe escolhida por Cesariny para abrir este volume: para além de incluir a passagem do Segundo Manifesto de Breton acima referida, acrescenta a seguinte paráfrase da autoria de Pedro Oom:
Existe um certo ponto do espírito de onde a vida e a morte, o real e o imaginário, o passado e o futuro, o comunicável e o incomunicável, o alto e o baixo deixam de ser e não deixam de ser apercebidos contraditoriamente.